# HMS Arno
«Арно» (англ. HMS Arno) — британский эскадренный миноносец. Единственный относительно крупный корабль британского Королевского флота, купленный за границей в годы Первой мировой войны.
Строился в Италии для ВМС Португалии, вошёл в строй в 1915 году, став первым кораблём португальского флота, паровые котлы которого отапливались нефтью. 14 мая того же года принял участие в свержении действующего правительства.
В 1915 году выкуплен Великобританией, вошёл в строй Королевского флота в июне того же года. Служба эсминца проходила на Средиземноморском театре Первой мировой войны, в частности, он принял участие в Дарданелльской операции. 23 марта 1918 года затонул у входа в Дарданеллы в результате столкновения с британским эсминцем «Хоуп».

## История строительства

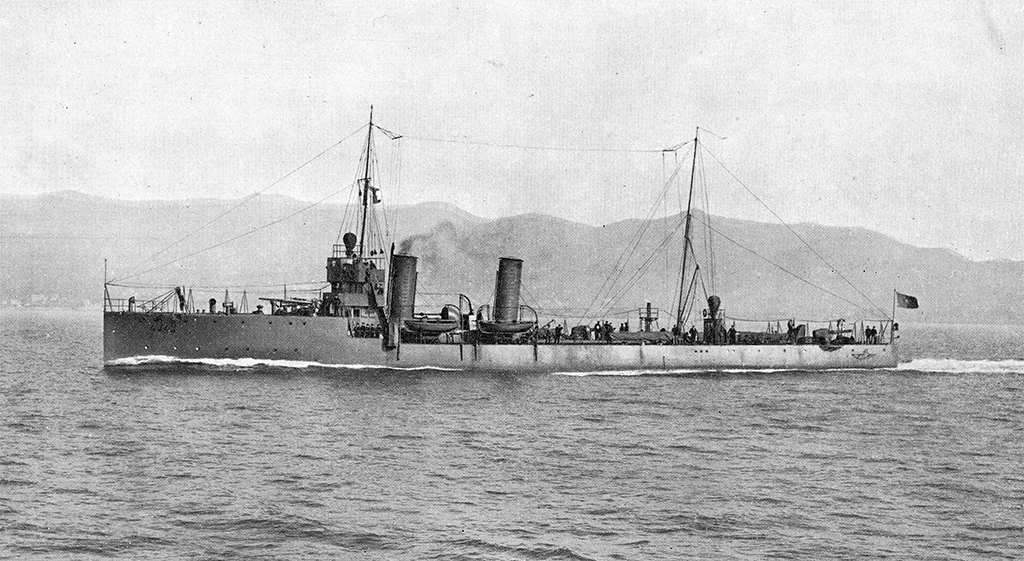
Эскадренный миноносец Liz, 1915 год. Вскоре будет выкуплен британцами.

Строился на итальянской верфи «Ансальдо» для ВМС Португалии и носил наименование Liz. Стал первым португальским военным кораблём с нефтяным отоплением паровых котлов. Заложен в 1913 году, спущен на воду 22 декабря 1914 года, вошёл в состав португальского флота 4 февраля 1915 года, командиром корабля был назначен старший лейтенант Оливейра Музанти. 10 февраля корабль покинул Геную, 18 февраля прибыл в Лиссабон, зайдя по пути в Барселону.
В марте 1915 года Liz был выкуплен британским Адмиралтейством. В то время Португалией управлял прогермански настроенный генерал Жоакин Пимента ди Каштру, всячески препятствовавший передаче корабля Великобритании и не принимавший британских протестов по этому поводу. Однако уже 14 мая ситуация разительно изменилась — в Лиссабоне вспыхнул мятеж, в результате которого ди Каштру был вынужден уйти в отставку. В мятеже приняли участие в том числе и моряки с Liz, а командир корабля старший лейтенант Музанти был одним из лидеров восставших.
Корабль был передан англичанам 31 мая по разным данным в португальском порту Сезимбра или в море близ мыса Рока. Вошёл в состав британского Королевского флота 1 июня 1915 года под названием HMS Arno.

## Конструкция
Внешне напоминал британские эскадренные миноносцы типа «Ривер», однако конструктивно являлся развитием итальянских кораблей типа «Берсальере» (тип «Сольдати» 1-й серии), проект которых был разработан ещё в 1905 году. От них «Арно» отличался наличием высокого полубака, увеличенным мостиком, числом и формой дымовых труб, иным размещением торпедных аппаратов. По отзывам британских моряков, «Арно» показал хорошую для своих размеров мореходность.
Главные размерения:
- водоизмещение: нормальное — 600 т, полное — 750 т[3];
- длина: 70,5 м (наибольшая), 70,1 м (между перпендикулярами)[3];
- ширина: 6,7 м[3];
- осадка: 2,19 м[3].

Силовая установка состояла из двух паровых турбин Парсонса с прямой передачей и 4 водотрубных котлов Ярроу с угольным отоплением (давление пара — 17,5 атмосфер). Проектная скорость составляла 28 узлов при мощности 8000 л. с., однако на испытаниях корабль развил 30,87 узла при мощности 10 000 л. с.. Запас угля, согласно Патянину, — 130 тонн.

Схема размещения вооружения

Артиллерийское вооружение: четыре 76-мм (12-фунтовых) орудия Mk.I с длиной ствола 50 калибров; минно-торпедное: три 457-мм торпедных аппарата с тремя запасными торпедами. Применение орудий этой модели — так называемых «18-центнеровых» — было необычным для британских эсминцев, которые вооружались более лёгкими «12-центнеровыми» орудиями.
Расположение орудий: два побортно на полубаке, третье на юте, четвёртое — по одним данным, позади второй трубы, по другим, также на юте, однако на снимке «Арно», напечатанном, например, в известном справочнике «Conway», правое кормовое орудие отсутствует — возможно, оно временно снималось (например, для передачи на сухопутный фронт). Из трёх торпедных аппаратов два стояли побортно, с некоторым смещением по длине (аппарат правого борта ближе к носу), третий, кормовой — в диаметральной плоскости эсминца. В торпедных аппаратах использовались торпеды Mk.VIII. В состав вооружения также входили два 60-см боевых прожектора.

## Служба
О боевой службе корабля сведений практически нет. Известно, что вся его служба прошла в Восточном Средиземноморье. Вскоре после вступления в строй эсминец принял активное участие в Дарданелльской операции. В тот период «Арно» нёс бортовой номер 6A. Уже 7 августа 1915 года (через два месяца после вступления в строй) он упоминается в числе кораблей, участвовавших в высадке десанта в заливе Сувла на полуострове Галлиполи.
18—19 декабря 1915 года, во время эвакуации союзников с плацдарма в Сувле, он принял на борт командующего морскими силами союзников адмирала Джона де Робека и генерала Уильяма Бёрдвуда, о чем де Робек упомянул в своих мемуарах. 16 февраля 1916 года эсминец доставил представителей союзного командования в Ставрос и Салоники, в дальнейшем действовал в Эгейском море как эскортный корабль.
23 марта 1918 года «Арно» под командованием лейтенанта Валентайна Рейли столкнулся с британским эсминцем «Хоуп», которым командовал лейтенант Ч. Хатчинсон в районе входа в Дарданеллы и затонул. Согласно имеющимся данным, потерь при этом не было.